# Mass (Bernstein)
Mass (fullständig titel: MASS: A Theatre Piece for Singers, Players, and Dancers) är ett slags musikal komponerad av Leonard Bernstein. Verket var en beställning av Jacqueline Kennedy och uruppfördes den 8 september 1971. Dirigent var Maurice Peress. Uruppförandet ingick i invigningen av John F. Kennedy Center for the Performing Arts i Washington, D.C. Det första framförandet i Europa ägde rum 1973 i Wien av Yale Symphony Orchestra under ledning av John Mauceri.
Från början hade Berstein tänkt sig att komponera ett traditionellt requiem, men bestämde sig slutligen för en mer nyskapande form. Verket är baserat på den katolska mässan. De liturgiska delarna sjungs på latin, men Mass innehåller också texter på engelska skrivna av Berstein själv, broadwaykompositören Stephen Schwartz, och Paul Simon (som skrev de första fyra raderna i tropen "Half of the People"). Verket är avsett att framföras sceniskt, men framförs även ofta konsertant.
Det första recensionerna, bland annat en i New York Times, var mestadels kritiska, men inspelningen på Columbia Records hade stora försäljningsframgångar.

## Roller
Ursprungsuppsättningen bestod av en celebrant, tre körer och nattvardstjänare. I orkesterdiket fanns en komplett symfoniorkester och på scenen ett rockband och en mässingsorkester.
- The Celebrant (celebranten), verkets centralfigur är en katolsk präst som leder mässan.
- Formal Choir (traditionell kör), en blandad 8-stämmig kör (SSAATTBB) på en körläktare som sjunger de delar av mässan som är på latin.
- Boys Choir (gosskör), en barnkör (SSAA) som går i procession av och på scenen vid flera tillfällen och sjunger ensamma (antifon sång) eller tillsammans med den blandade kören eller med församlingen.
- Street Singers ("gatusångare"), på scenen som ofta framträder runt celebranten och scenmusikerna. Det är en brokig grupp av manliga och kvinnliga sångare som representerar församlingen, ibland musikerna, och ibland deltar i mässans böner eller kommenterar bönerna med kontrasterande texter.
- Akoluter, som assisterar celebranten och dansar.

## Innehåll
I början av stycket är alla medverkande överens, men efterhand börjar "gatusångarna" ifrågasätta Guds påverkan på deras liv och själva mässans roll. Vid föreställningens känslomässiga klimax, vid antikrigsförklaringen i Dona nobis pacem ("Giv oss frid/fred") sprider sig detta tvivel och denna förvirring till celebranten själv, som bryter sönder korset och kastar det just välsignade brödet och vinet till marken. De övriga i ensemblen faller till marken som om de vore döda medan celebranten sjunger ett parti där han ifrågasätter hela sin tro och livsåskådning. Efter sången faller även han till marken.
Handlingen vänder då en av altartjänarna sjunger en lovsång till Gud och återupprättar celebrantens och de övrigas tro och dessa faller, en efter en, in i lovsången.
Den katolska mässan avslutas vanligen med "Gå i frid"; i Bernsteins Mass hörs dessa ord från ett förinspelat ljudband. 

## Satser
1. Antifon: Kyrie Eleison
2. Hymn och psalm: "A Simple Song"
3. Responsorium: Alleluia
4. Prefationsbön (Kyrie Rondo)
5. Trestämmig kanon: Dominus vobiscum
6. In nomine Patris
7. Bön för församlingen (Koral: "Almighty Father")
8. Epifani
9. Confiteor
10. Trop: "I Don't Know"
11. Trop: "Easy"
12. Meditation nr 1
13. Gloria tibi
14. Gloria in excelsis Deo
15. Trop: "Half of the People"
16. Trop: "Thank You"
17. Meditation nr 2
18. Epistel: "The Word of the Lord"
19. Evangelium-predikan: "God Said"
20. Credo
21. Trop: "Non Credo"
22. Trop: "Hurry"
23. Trop: "World Without End"
24. Trop: "I Believe in God"
25. Meditation nr 3: De profundis, del 1
26. Offertorium: De profundis, del 2
27. Herrens bön, Fader vår
28. Trop: "I Go On"
29. Sanctus
30. Agnus Dei
31. Fraction: "Things Get Broken"
32. Pax: Communion ("Secret Songs")

## Inspelningar
- 1971: Alan Titus (celebrant), Norman Scribner Choir, Berkshire Boy Choir, Studio Orchestra, Leonard Bernstein (dirigent) - Sony Classical
- 2004: Jerry Hadley (celebrant), Rundfunkchor Berlin, Berlin Cathedral Chorus, Deutsches Symphonie-Orchester Berlin, Kent Nagano (dirigent) - Harmonia Mundi
- 2008: Randall Scarlata (celebrant), Tölzer Knabenchor, Chorus Sine Nomine, Tonkünstler-Orchester, Kristjan Järvi (dirigent) - Chandos
- 2009: Jubilant Sykes (celebrant), Morgan State University Choir, Peabody Children's Chorus, Morgan State University Marching Band, Baltimore Symphony Orchestra, Marin Alsop (dirigent) - Naxos

## FBI:s varning
Bernstein var registrerad hos FBI på grund av sina vänstersympatier. På sommaren 1971 varnade FBI Vita huset om att den latinska texten till mässan kunde innehålla antikrigsbudskap, vilket skulle kunna genera president Nixon om han bevistade uruppförandet och applåderade artigt. Rykten om detta läckte till pressen. Enligt Gordon Liddy, ansåg presidentens rådgivare John Dean att stycket absolut var "mot krig och mot administrationen, etc." varför Nixon inte deltog vid premiären. Det officiella skälet var, som det beskrevs i pressen, att han avstod av hänsyn till Jacqueline Kennedy Onassis för att detta skulle vara "bara hennes kväll".